# Euston Tower
Der Euston Tower ist ein 124 Meter hohes Hochhaus an der Euston Road im Londoner Stadtteil Camden. Im Osten liegt die Hampstead Road.

## Geschichte
Das Gelände wurde von Joe Levy entwickelt, der Grundstücke entlang der Nordseite der Euston Road kaufte, um den Bau eines Komplexes aus zwei Hochhäusern mit Bürogeschäften und Wohnungen zu ermöglichen. Das Gebäude, das von Sidney Kaye Eric Firmin & Partners im internationalen Stil entworfen und von der Baufirma George Wimpey gebaut wurde, wurde 1970 fertiggestellt. Es ist 36 Stockwerke und 124 Meter hoch. Zu den ersten Mietern gehörten Inmarsat und Capital Radio.

## Planungen
Der Euston Tower steht seit 2021 leer, der Eigentümer British Land plant bis 2030 eine Sanierung und Wiederbelebung nach Plänen von 3XN Architekten. British Land gehört auch der angrenzende Regent's Place. Geplant ist die Entwicklung eines Quartiers namens Knowledge Quarter (Wissensviertel). Die Gebäudeflächen des Euston Tower sollen nach diesen Plänen um 40 % vergrößert werden.